# Israel en el Festival de la Canción de Eurovisión Junior
Israel fue uno de los países que debutó en el X Festival de la Canción de Eurovisión Junior en 2012.
Tras partir como una de las favoritas al triunfo, acabó en el puesto 8. En 2013 se retiró por causas indiferentes. Regresa en 2016. Y tras un paréntesis de 1 año, vuelve al festival. En 2019 confirma que se retira por tercera vez.
Su puntuación media hasta su último retiro es de 58,67 puntos

## Participación
| 2012                           | Ámsterdam | Kids.il    | «Let The Music Win»   | 8  | 68 |
| No participó entre 2013 y 2015 |           |            |                       |    |    |
| 2016                           | La Valeta | Shir & Tim | «Follow My Heart»     | 15 | 27 |
| No participó en 2017           |           |            |                       |    |    |
| 2018                           | Minsk     | Noam Dadon | «Children Like These» | 14 | 81 |
| No participó entre 2019 y 2025 |           |            |                       |    |    |

## Votaciones
Israel ha dado más puntos a...
| N.º | País         | Pts |
| --- | ------------ | --- |
| 1   | Georgia      | 28  |
| 2   | Armenia      | 24  |
| 3   | Ucrania      | 23  |
| 4   | Italia       | 14  |
| 4   | Rusia        | 14  |
| 5   | Bielorrusia  | 13  |
| 6   | Malta        | 11  |
| 6   | Países Bajos | 11  |
| 7   | Polonia      | 10  |
| 8   | Suecia       | 7   |
| 9   | Bélgica      | 6   |
| 10  | Moldavia     | 5   |

Israel ha recibido más puntos de...
| N.º | País         | Pts |
| --- | ------------ | --- |
| 1   | Rusia        | 13  |
| 1   | Ucrania      | 13  |
| 2   | Países Bajos | 8   |
| 3   | Kazajistán   | 7   |
| 4   | Armenia      | 6   |
| 4   | Italia       | 6   |
| 5   | Azerbaiyán   | 5   |
| 5   | Bielorrusia  | 5   |
| 5   | Albania      | 5   |
| 6   | Bélgica      | 4   |
| 6   | Suecia       | 4   |
| 6   | Polonia      | 4   |
| 7   | Georgia      | 3   |
| 7   | Malta        | 3   |
| 7   | Portugal     | 3   |
| 8   | Francia      | 2   |
| 9   | Moldavia     | 1   |

## Portavoces
| Año  | Portavoz     | 12 Puntos    |
| ---- | ------------ | ------------ |
| 2018 | Adi          | Georgia      |
| 2016 | Itay Limor   | Países Bajos |
| 2012 | Maayan Aloni | Ucrania      |

- Datos: Q690831
- Multimedia: Israel in the Junior Eurovision Song Contest / Q690831